# James J. Mingus

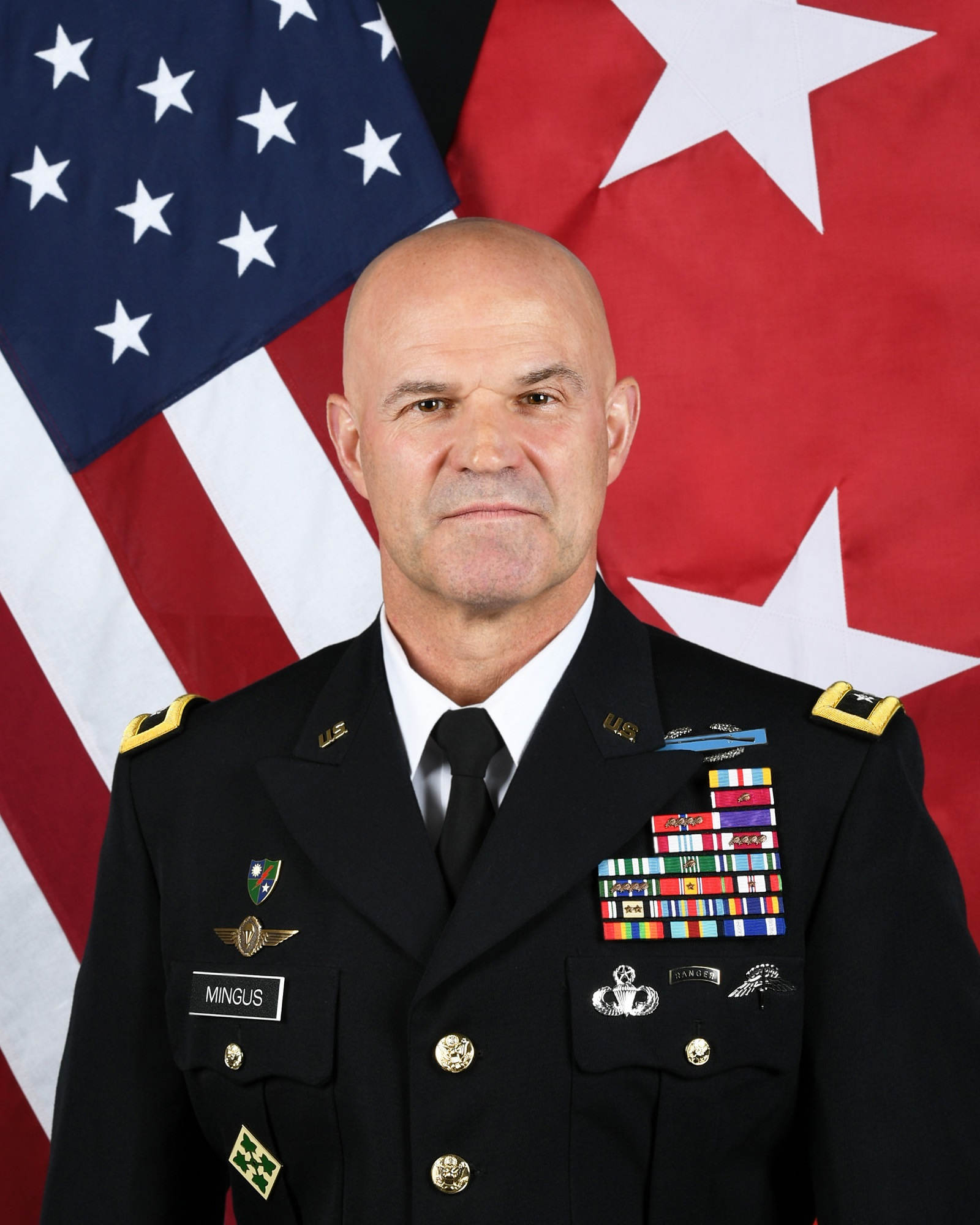
James J. Mingus (2020)

James J. Mingus (* 1964) ist ein General der United States Army. Seit Januar 2024 bekleidet er das Amt des Vice Chief of Staff of the Army.

## Leben
James Mingus stammt aus Spencer in Iowa. Im Jahr 1981 trat er der dortigen Nationalgarde bei. Über das ROTC-Programm der Winona State University gelangte er in das Offizierskorps des US-Heeres. Dort wurde er als Leutnant der Infanterie zugeteilt. In der Armee durchlief er anschließend alle Offiziersränge bis zum Dreisterne-General. Im Lauf seiner militärischen Karriere absolvierte Mingus verschiedene Kurse und Schulungen. Dazu gehörten unter anderem der Infantry Officer Basic Course, der Infantry Officer Advanced Course, das Command and General Staff College sowie das United States Army War College.
In seinen jüngeren Jahren versah er den für Offiziere in den niederen Rangstufen üblichen Dienst in verschiedenen Einheiten und Standorten. Im weiteren Verlauf seiner Laufbahn kommandierte er Einheiten auf fast allen militärischen Ebenen. Zwischenzeitlich wurde er auch als Stabsoffizier eingesetzt. Sein erster militärischer Auftrag führte ihn nach Deutschland, wo er in den Jahren 1988 bis 1992 Zugführer in einer zur 3. Infanteriedivision gehörenden Kompanie war. In den folgenden Jahren diente er in verschiedenen Luftlandeeinheiten in den Vereinigten Staaten. Von 1997 bis 1999 war er Dozent für Militärwissenschaft an der University of Tennessee in Knoxville.
Nach seinem Studium am United States Army Command and General Staff College (1999–2000) war Mingus bis zum Jahr 2003 Stabsoffizier in einem Bataillon des 5. Ranger-Regiments, das auf dem Hunter Army Airfield in Georgia stationiert war. Von Januar 2003 bis Januar 2005 war James Mingus Stabsoffizier beim Joint Special Operations Command in Fort Bragg und dann in Afghanistan. Anschließend war er bis 2010 Bataillonskommandeur zunächst bis 2007 in einer Ausbildungseinheit in Fort Benning und danach in einer Sondereinheit des 75. Ranger-Regiments, mit dem er dann in den Irak verlegt wurde. Von 2010 bis 2013 kommandierte er dann eine Brigade der 4. Infanteriedivision. Anschließend war er von März 2013 bis September 2015 in zwei verschiedenen Funktionen Stabsoffizier beim United States Central Command auf der MacDill Air Force Base.
Von September 2015 bis Juli 2016 war der inzwischen zum Brigadegeneral beförderte Mingus Stabsoffizier für Operationen und Manöver (G3) bei der 4. Infanteriedivision. Es folgten zwei Jahre als Leiter des Mission Command Centers of Excellence beim US Army Combined Arms Center in Fort Leavenworth in Kansas (2016–2018). Am 2. August 2018 übernahm James Mingus als Generalmajor das Kommando über die 82. Luftlandedivision. In dieser Funktion löste er Michael Kurilla ab. Er behielt dieses Kommando bis zum 10. Juli 2020, als Christopher T. Donahue seine Nachfolge antrat.
Nach seiner Zeit als Kommandeur der 82. Luftlandedivision war James Mingus in den Jahren 2020 bis 2022 Stabsoffizier (J3, Operationen) beim Joint Chiefs of Staff im Pentagon. Am 2. Juni 2022 löste er Andrew P. Poppas als Direktor des Joint Chief of Staff (JCS) ab. Dieses Amt ist nicht mit dem Vorsitzenden des Chief of Staff zu verwechseln. Der Direktor des JCS im Range eines Generalleutnants steht dem Stabschef beratend zur Seite und erfüllt gehobene Generalstabsaufgaben. Schließlich wurde er im Jahr 2023 von US-Präsident Joe Biden als neuer Vice Chief of Staff of the Army nominiert und im Dezember dieses Jahres vom Senat der Vereinigten Staaten in diesem Amt bestätigt.

## Beförderungen
- 22. Mai 1985: Leutnant
- 23. Mai 1988: Oberleutnant
- 1. Juni 1991: Hauptmann
- 1. März 1998: Major
- 1. Dezember 2003: Oberstleutnant
- 1. Dezember 2008: Oberst:
- 2. November 2014: Brigadegeneral
- 2.  August 2017: Generalmajor
- 1. Oktober 2020 Generalleutnant

## Orden und Auszeichnungen
James Mingus erhielt im Lauf seiner militärischen Laufbahn bisher unter anderem folgende Auszeichnungen:
- Defense Superior Service Medal
- Legion of Merit
- Bronze Star Medal
- Purple Heart
- Defense Meritorious Service Medal
- Meritorious Service Medal
- Joint Service Commendation Medal
- Army Commendation Medal
- Joint Service Achievement Medal
- Army Achievement Medal
- Combat Infantryman Badge